# 何厚鏵
何 厚鏵（か こうか、Ho Hau-wah、拼音: Hé Hòuhuá、1955年3月13日 - ）は、マカオの政治家。初代マカオ特別行政区行政長官である。2010年に第11期中国人民政治協商会議で副主席に選出された。籍貫は広東省広州番禺。エドムンド・ホー（ポルトガル語: Edmund Ho）とも。

## 経歴
1955年3月13日に「マカオの王」「マカオの影の総督」と呼ばれた親中派実業家の何賢の七男として誕生した。1969年にカナダへ留学し、1978年にヨーク大学（経営管理学専攻）を卒業した。1981年にはカナダの公認会計士資格を取得し、インドやアメリカ合衆国で実務経験を積んだ後、マカオに戻った。
その後、父の何賢が創設した大豊銀行取締役兼社長、新福利バス初代会長、連豊亨保険会長などに就任した。マカオ銀行公会やマカオ中華総商会の主席、中華全国工商業連合会副主席も務めた。
1986年に中華人民共和国の第6期全国政治協商会議委員に補欠選出された。1988年には第7期全国人民代表大会のマカオ代表の1人に選出され、さらに第8期、第9期全人代では常務委員にもなっている。同年、間接選挙によりマカオ立法会議員に当選し、1999年の返還まで副主席を務めた。さらに1988年は、マカオ特別行政区基本法起草委員会副主任委員、同諮詢委員会副主任委員、マカオ特別行政区準備委員会副主任委員にも就任している。

### 初代行政長官に就任
1999年5月15日にマカオ特別行政区行政長官に当選、同12月の同特区成立と同時に就任した。
2004年、無投票で再選となった。外資誘致などで2004年から2桁の経済成長に成功してマカオを世界で最も1人当たりの国内総生産（GDP）が高い地域の一つにし、医療費などを無料化する高福祉政策を行って先進国水準の公共サービスや社会保障制度も充実させた。
2008年、インフレ対策や富の再分配を名目としてマカオ市民に9000パタカ（約12万円）を毎年給付する現金分享計画を開始した。
2009年には同じ一国二制度を行う香港で撤回に追い込まれた国家安全条例案と同様に国家分裂行為など反政府活動を禁じる国家安全維持法の制定に成功した。
2009年12月19日に行政長官を退任した。後任はマカオ前社会文化司司長（社会文化長官）の崔世安。退任後の2010年3月13日、第11期中国人民政治協商会議副主席に選出された。